# Ernie Maresca
Ernest „Ernie“ Maresca (* 21. April 1938 in Bronx, New York; † 8. Juli 2015) war ein US-amerikanischer Songwriter, Rock-’n’-Roll-Sänger und Manager einer Plattenfirma. Bekannt wurde er vor allem durch die Tophits, die er Anfang der 1960er Jahre für den Sänger Dion DiMucci und dessen Formation Dion and the Belmonts schrieb.

## Biografie
Maresca begann seine Karriere als Sänger und Songwriter in der Doo-Wop-Gruppe The Regents. Er hatte das Lied No-One Knows geschrieben, auf das Dion DiMucci aufmerksam wurde. Dion nahm es mit seiner Band The Belmonts auf. Die Single-Veröffentlichung auf Laurie Records wurde 1958 ein Top-20-Hit in den US-Charts.
Maresca begann, sich ganz dem Schreiben von Songs zu widmen, und schrieb für Dion seine großen Hits Runaround Sue (1961, Platz eins in den USA, Platz 11 in Großbritannien) und The Wanderer (Platz 2/USA, Platz 10/UK; eine Wiederveröffentlichung stieg 1976 noch einmal bis auf Platz 16). Weitere Hits für Dion, von Maresca gemeinsam mit DiMucci geschrieben, waren Lovers Who Wander und Donna the Prima Donna.
1961 bot ihm Seville, ein kleines New Yorker Label, einen Vertrag als Sänger an. Trotz seiner Proteste, er sei kein großer Sänger, wurden Aufnahmen veröffentlicht. Die Single Shout Shout (Knock Yourself Out) wurde 1962 ein US-Top-Ten-Hit. Weitere, weniger erfolgreiche Aufnahmen folgten in den 1960er Jahren. Er schrieb aber auch weiterhin Songs für andere Künstler, darunter den Hit Whenever a Teenager Cries von Reparata & the Delrons.
In den 1970er Jahren wurde er Leiter der Öffentlichkeitsarbeit bei Laurie Records und blieb später leitender Angestellter der Plattenfirma.